# Wort-Gottes-Feier
Die Wort-Gottes-Feier ist eine gottesdienstliche Feier in der römisch-katholischen Kirche. Im Zentrum steht das Hören auf das Wort Gottes und das gemeinsame Gebet. Sie kann „in Vertretung eines geweihten Amtsträgers von dazu beauftragten Laien“ (vgl. dazu Gottesdienstbeauftragter) geleitet werden.

## Herkunft
Das Zweite Vatikanische Konzil empfahl in seiner Konstitution über die heilige Liturgie Sacrosanctum Concilium (Nr. 35,4) im Dezember 1963, einen eigenen Wortgottesdienst (lateinisch sacra verbi Dei celebratio ‚heilige Feier des Wortes Gottes‘) an den Vorabenden der Hochfeste, an Wochentagen im Advent oder in der Fastenzeit und an den Sonn- und Feiertagen zu feiern, besonders dort, wo kein Priester zur Verfügung steht. In dem Fall soll sie ein Diakon oder ein anderer Beauftragter des Bischofs leiten. Anders als die verschiedenen Formen von „frommen Übungen“ wie  Andachten ist die Wort-Gottes-Feier Teil der Sacra exercitia der Teilkirchen. Das Konzil wollte durch diese Gottesdienstform besonders verdeutlichen, dass Jesus Christus nicht nur in Brot und Wein bei der Eucharistie gegenwärtig ist, sondern auch in seinem Wort; dies war ein persönliches Anliegen von Papst Johannes XXIII. Die Feiern sollten eine zusätzliche gottesdienstliche Form sein, bei der das Wort Gottes im Mittelpunkt steht. Nur in Notsituationen, etwa bei Priestermangel, sollte sie bei der sonntäglichen Versammlung der Gemeinde anstelle der heiligen Messe gefeiert werden.
Der gottesdienstliche Ablauf wurde durch dieses Konzilsdokument nicht festgelegt. Die Instruktion Inter Oecumenici (Nr. 37), herausgegeben von der Ritenkongregation und dem Consilium zur Ausführung der Liturgiekonstitution am 24. September 1964, empfahl, dass der Wortgottesdienst in etwa die Form eines Wortgottesdienstes der heiligen Messe haben solle. In der Muttersprache sollen Epistel und Evangelium aus der Tagesmesse vorgetragen werden. Wenn der Gottesdienst von einem Diakon geleitet wird, solle dieser eine Homilie halten, wenn der Leiter kein Kleriker ist, soll er eine vom Bischof oder vom Pfarrer angegebene Homilie verlesen. Die Feier solle mit Fürbitten und dem Vater unser schließen. Eine Handreichung liegt für die Bistümer der deutschsprachigen Schweiz vor. Für Österreich, Deutschland und das Bistum Bozen-Brixen gibt es sogenannte „Werkbücher“ für Werktage und Sonn- und Feiertage.
Es gibt in der Schweizer Handreichung Abweichungen zu den anderen deutschsprachigen Regelungen in Bezug auf den Ablauf, der sich nicht am Wortgottesdienst der heiligen Messe orientiert, sondern als eigene Feierform angesehen werden kann, erkennbar anders als die Messfeier.
Im deutschen Sprachraum waren in der zweiten Hälfte des 20. Jahrhunderts Wortgottesdienste als gottesdienstliche Versammlungen ohne Priester an Sonntagen mit ähnlichem Ablauf in Diasporagebieten verbreitet. Ab 1965 gestattete der Heilige Stuhl für die DDR dabei auch eine Kommunionfeier. Diese Gottesdienste wurden als „Stationsgottesdienst“ bezeichnet. Die Erlaubnis wurde 1967 auf die ganze römisch-katholische Kirche ausgedehnt.
In der DDR war es dazu Praxis, dass ein sogenannter Diakonatshelfer die konsekrierten Hostien jeweils aus der pfarrlichen Messfeier zu den Stationsgottesdiensten mitbrachte.

## Ablauf
Auch für die Wort-Gottes-Feiern gilt die gottesdienstliche Grundordnung, wie sie im Gotteslob (1975) bereits in der Kommunionfeier (Nr. 370) dargestellt war. Ihre Gestaltung ist daher bis zum Evangelium angelehnt an die Form des Wortgottesdienstes der heiligen Messe. Nach einem der Wort-Gottes-Feier eigenen Teil, der in einem Lobpreis endet, folgt ein dritter Teil, der mit den Fürbitten fortfährt und der Vesper ähnelt.
Im Gotteslob von 2013 befindet sich der Ablauf der Wort-Gottes-Feier unter den Nummern 668 bis 671. Beim Ablauf wird zwischen einer Wort-Gottes-Feier an Sonn- oder Feiertagen und an Wochentagen unterschieden. Die maßgeblichen Regeln für die Wort-Gottes-Feier finden sich in den entsprechenden Werkbüchern, die von den deutschsprachigen Bischofskonferenzen herausgegeben wurden.

### Übersicht
- Eröffnung
  - Einzug – Gesang zur Eröffnung
  - Kreuzzeichen – Liturgischer Gruß – Einführung
  - Christusrufe (Kyrie-Litanei)
  - Eröffnungsgebet

- Verkündigung des Wortes Gottes
  - Erste Lesung
  - Psalm (Gesang)
  - zweite Lesung (an Sonn- und Festtagen)
  - Ruf vor dem Evangelium
  - Evangelium
  - Auslegung und Deutung [vgl. Predigt]

- Antwort der Gemeinde [mit Element zur Auswahl A bis E]
  - A) Glaubensbekenntnis
  - B) Predigtlied
  - C) Taufgedächtnis (Form A)
  - D) Schuldbekenntnis und Vergebungsbitte
  - E) Segnungen, die zum Sonn- oder Festtag gehören
  - Friedenszeichen
  - Kollekte
  - Lobpreis und Bitte
    - Sonn- bzw. Festtäglicher Lobpreis
    - Hymnus
    - Fürbitten (Allgemeines Gebet)
      - falls eine Kommunionfeier erfolgt: Hinweis auf die eucharistische Gemeinschaft, Bereitung des Altares – Übertragung des Allerheiligsten, Stille Anbetung

    - Vaterunser
      - falls eine Kommunionfeier erfolgt: Einladung zur Kommunion – Kommunion, Stille – Dankgebet, Schlussgebet

    - Loblied/Danklied

- Abschluss
  - Mitteilungen
  - Segensbitte
  - Entlassung
  - (Abendlied, Morgenlied, Marienlied)
- Auszug

### Einzelheiten
- Litaneigebet (Schweiz): Litanei von der Gegenwart Gottes;[10] Bruder-Klausen-Litanei, Anrufung des Mensch gewordenen Wortes, Gebet Höre, der Herr ist einzig, Jesuslitanei, Heilig-Geist-Litanei.
- Eröffnungsgebet: entweder das Tagesgebet der Tagesliturgie, oder – im Jahreskreis – ein Perikopengebet, das sich schon auf das Evangelium bezieht.
- Lobpreis: In Deutschland und Österreich werden sieben verschiedene Lobpreise (A–G) vorgeschlagen. Im Gotteslob wird unter Nr. 670 H 9 nur der Lobpreis B „Lobpreis des dreieinen Gottes“ aufgeführt. In der Schweiz gibt es in dieser Funktion neun Gebete, die nur zum Teil mit den deutschen Gebeten übereinstimmen.
- Kommuniongebet: Nur in der Schweiz folgt der Kommunion ein hymnisches Gebet, beginnend mit „Gepriesen bist Du“, endend mit „durch Jesus Christus“. Eine Sammlung dieser Gebete wurde als eigene Handreichung herausgegeben. Das Kommuniongebet ähnelt den kürzeren deutschen Schlussgebeten.

## Theologischer Grundgedanke
Die Wort-Gottes-Feier ist ein dialogisches Geschehen zwischen Gott und den Menschen. Jesus Christus wird im Wort Gottes gegenwärtig, und ihm wird in der Feier in Gebet und Gesang eine Antwort gegeben. Daher besteht die Feier aus vier Teilen:
- der Eröffnung,
- der Verkündigung des Wortes Gottes,
- der Antwort der Gemeinde
- und dem Abschluss.[11]

Zwei grundlegende Linien sollen deutlich gemacht werden: die absteigende Linie (Gott spricht durch das Wort zum Menschen) und die aufsteigende Linie (die Antwort der Gemeinde an Gott). Die aufsteigende Linie (Antwort der Gemeinde) wird in der Feier besonders durch eine Auswahl von Antwortmöglichkeiten betont.

## Kirchliche Bestimmungen

### Wort-Gottes-Feiern mit / ohne Kommunionfeier
Im Gotteslob von 1975 hieß es: „Die christliche Gemeinde lebt von der sonntäglichen Versammlung. Wenn in dieser nicht die Eucharistie gefeiert werden kann, soll eine Kommunionfeier gehalten werden. […] Man kann die Kommunionfeier als Wortgottesdienst mit anschließender Kommunion bezeichnen.“ Demgemäß enthielt das Gotteslob von 1975 eine Vorlage zur Gestaltung und zum Ablauf einer dort so genannten „Kommunionfeier“ (Nr. 370), bei der die konsekrierten Hostien dem Tabernakel entnommen werden. Diese Gottesdienstform wurde durch das Direktorium Sonntäglicher Gemeindegottesdienst ohne Priester der Kongregation für den Gottesdienst und die Sakramentenordnung vom 2. Juni 1988 ausdrücklich gebilligt, verbunden mit dem Hinweis: „So können die Gläubigen gleichzeitig mit dem Wort und dem Leib Christi genährt werden.“
Eine Abkehr von dieser Praxis verfügte die Rahmenordnung „Zum gemeinsamen Dienst berufen. Die Leitung gottesdienstlicher Feiern“ der Deutschen Bischofskonferenz von 2006, die auf den Zusammenhang von Hochgebet und Kommunion verwies und bestimmte: „In aller Regel wird deshalb in der Wort-Gottes-Feier die heilige Kommunion nicht ausgeteilt.“ Die Abhaltung einer solchen Feier in Ausnahmefällen ist an die Zustimmung des Ortsbischofs gebunden. Auch in der Diözese Bozen-Brixen ist die Austeilung der Kommunion außer in dem Sonderfall der Krankenkommunion nicht zulässig.
Im Gotteslob von 2013 ist folglich keine Vorlage für eine Kommunionfeier mehr enthalten.
Davon unberührt bleibt der Kommunionempfang außerhalb der Messfeier durch einzelne und Gruppen von Gläubigen unbestritten weiterhin ein Teil der offiziellen katholischen Liturgie (can. 918 CIC; Kommunionfeier).
So hält etwa der Liturgiewissenschaftler Winfried Haunerland eine Wort-Gottes-Feier mit Kommunionausteilung im Blick auf die frühkirchliche Praxis und auf can. 918 CIC unter bestimmten Voraussetzungen für gerechtfertigt.

### Wort-Gottes-Feiern am Sonntag
In den von der Deutschen Bischofskonferenz 2006 beschlossenen Allgemeinen Kriterien für die Wort-Gottes-Feiern am Sonntag heißt es: „Alle anderen Gottesdienstformen, die an die Stelle der hl. Messe treten, sind am Sonntag nur in einer Notsituation gestattet. Eine sinnvolle Form ist dann die Wort-Gottes-Feier.“ Eine Notsituation „sei gegeben, wenn die regelmäßige Feier der Messe am Sonntag unmöglich ist aufgrund des Priestermangels bzw. einer zu großen Entfernung zum Ort der nächsten Eucharistiefeier“. Die Entscheidung darüber, ob eine solche Notsituation vorliegt, und damit die Genehmigung regelmäßiger Wort-Gottes-Feiern am Sonntag steht dem Ortsbischof zu. Für das Erzbistum Paderborn gab Erzbischof Hans-Josef Becker im November 2020 für die nächsten drei Jahre sonntägliche Wort-Gottes-Feiern frei, auch mit Kommunionausteilung. Im Bistum Trier sind Wort-Gottes-Feiern am Sonntag seit 2014 ausdrücklich erlaubt. Für das Erzbistum Köln gestattete Erzbischof Rainer Maria Woelki im September 2024 als Ausnahme: „Dort, wo die Sehnsucht nach der Eucharistie groß ist, diese Sehnsucht aber nicht in der gemeinsamen Feier der heiligen Messe am Sonntag gestillt werden kann, wird zukünftig die Wortgottesfeier am Sonntag mit Kommunionausteilung ermöglicht.“

## Der Wort-Gottes-Feier mit Kommunionfeier ähnliche Gottesdienstformen
- Stationsgottesdienste
- die Feier vom Leiden und Sterben Christi
- die Spendung der Krankenkommunion

## Begleitpublikationen (Auswahl)

### Gottesdienstliche Bücher
- Wort-Gottes-Feier. In: Gotteslob Nr. 668–671. Katholische Bibelanstalt Stuttgart 2013, ISBN 978-3-89889-204-9.
- Deutsches Liturgisches Institut: Wort-Gottes-Feier. Werkbuch für die Sonn- und Festtage. Herausgegeben von den Liturgischen Instituten Deutschlands und Österreichs im Auftrag der Deutschen Bischofskonferenz, der Österreichischen Bischofskonferenz, des Erzbischofs von Luxemburg und des Bischofs von Bozen-Brixen. Trier 2004, ISBN 978-3-937796-02-4.
- Deutsches Liturgisches Institut: Versammelt in Seinem Namen. Werkbuch für Gottesdienste an Wochentagen. Tagzeitenliturgie – Wort-Gottes-Feier – Andachten. Herausgegeben von den Liturgischen Instituten Deutschlands und Österreichs im Auftrag der Deutschen Bischofskonferenz, der Österreichischen Bischofskonferenz, des Erzbischofs von Luxemburg und des Bischofs von Bozen-Brixen. Trier 2008, ISBN 978-3-937796-07-9.
- Die Wort-Gottes-Feier am Sonntag, herausgegeben vom Liturgischen Institut in Freiburg im Auftrag der Bischöfe der deutschsprachigen Schweiz. 2. Auflage. Paulusverlag, Freiburg (Schweiz) 2015, ISBN 978-3-7228-0862-8.
- Feierliche Kommuniongebete für die Wortgottesdienstfeier mit Kommunion – Ergänzungsheft zum Feierbuch Die Wortgottesfeier. Paulusverlag, Freiburg (Schweiz) 2007, ISBN 978-3-7228-0724-9.

### Musikalische Handreichungen
Einzelwerke:
- Hymnus: Dir gebührt unser Lob. Text: nach Hymnarium Valcidonense 11./12. Jh., Melodie: Michael Heigengruber 2003. In: Benediktinisches Antiphonale 1: Dir gebührt unser Lob. Vier-Türme-Verlag, Münsterschwarzach.
- Lobpreis: Lobpreis für den Sonntag. Text: Apostolische Konstitutionen 3. Jahrhundert, Melodie: Ludger Stühlmeyer. In: Arbeitshilfen des Referates für Liturgische Bildung des Erzbistums Bamberg, Bamberg 2002.
- Zeichenhandlung: Herr, mein Beten steige zu dir auf wie Weihrauch. Text: nach Ps. 141,2, Melodie und Satz: Matthias Kreuels. In: Gotteslob Nr. 98.

Sammlungen:
- Patrick Dehm: Nachklänge. Musikalische Abendgebete. Schwabenverlag, Ostfildern 2006, ISBN 978-3-7966-1287-9.
- Walter Hirt: Antwortpsalmen und Rufe vor dem Evangelium. Eine Handreichung für den Gottesdienst (Lesejahre A, B, C). Bonifatius Verlag, Paderborn 2013, ISBN 978-3-89710-550-8.